# Кирьят-Шмона
Кирьят-Шмона́ (ивр. קריית שמונה‎) — город в Северном округе Израиля, расположенный в долине Хула недалеко от границы с Ливаном.
Город назван в честь восьмерых («восемь» на иврите — «шмона», שמונה) погибших защитников поселения Тель-Хай, находящегося рядом с Кирьят-Шмона.

## История
Кирьят-Шмона был основан в 1949 году на месте бывшей арабской деревни эль-Ха́лиса (араб. الخالصة‎), покинутой жителями после того, как в мае 1948 года город Цфат был взят силами Хаганы во время второго этапа арабо-израильской войны. В марте 1949 года между Израилем и Ливаном было заключено перемирие.
Сперва был построен палаточный лагерь для еврейских беженцев из Северной Африки, названый Кирьят-Йосеф (город Иосифа, קריית יוסף) в честь национального героя Иосифа Трумпельдора, погибшего в 1920 году при защите Тель-Хая. В июне 1950 года название было изменено на Кирьят-Шмона. Спустя несколько лет на месте лагеря были построены дома. В 1958 году Кирьят Шмоне был присвоен статус местного совета.
Близость поселения к границе с Ливаном была важным фактором. С 1960-х годов начало возрастать количество нападений палестинских террористов на Израиль с территории Ливана. 25 августа 1969 года были обстреляны из «базук и стрелкового оружия» деревни Кфар-Юваль и Метула, расположенные к северу от Кирьят-Шмоны.
11 апреля 1974 года группа из трёх членов Народного фронта освобождения Палестины из организации Ахмада Джибриля совершила резню, проникнув в Кирьят-Шмона с территории Ливана. Ранним утром террористы расстреляли жителей двух многоквартирных домов на улице Иеуды Галеви. Были убиты 16 мирных жителей, в том числе несовершеннолетние, и 2 израильских солдат, 20 человек были ранены. Террористы были ликвидированы. После этого теракта правительство решило придать Кирьят-Шмоне статус города. Так в 1974 году Кирьят-Шмона был провозглашён городом, что способствовало развитию поселения как в плане его строительства, так и развития.
В июле 1981 года боевики Организации освобождения Палестины подвергли обстрелу из 130-мм дальнобойных советских орудий и систем залпового огня «Град» 33 израильских города вдоль северной границы Израиля, в том числе и Кирьят-Шмону. Артиллерийская перестрелка на северной границе Израиля продолжалась на протяжении десяти дней. Жизнь в Кирьят-Шмоне была парализована, многие жители города были вынуждены покинуть свои дома.
В 1982 году обстрелы продолжились, что привело к вторжению израильских войск в Ливан с целью уничтожения баз Организации освобождения Палестины. Однако ей на смену пришла военизированная ливанская шиитская организация «Хезболла», созданная при поддержке Ирана и признанная рядом стран террористической.
В 1996 году после обстрела Кирьят-Шмоны террористической организацией «Хезболла», Израиль провёл военную операцию «Гроздья гнева».
В 2000 году ООН определила демаркационную линию между Ливаном и Израилем, получившую название «голубая линия».
13 июля 2006 года город подвергся массированному ракетному обстрелу во время Второй ливанской войны.
20 октября 2023 года в связи с эскалацией на границе с Ливаном во время войны в Газе, властями Израиля была проведена эвакуация города. С тех пор регулярно обстреливается «Хезболлой».

## Население
По данным Центрального статистического бюро Израиля, население на начало 2020 года составляло 22 512 человек.
Среднемесячная зарплата работника в 2019 году составила 7172 шекеля (в среднем по стране: 9745 шекелей).

## Транспорт
Через город с севера на юг проходит шоссе 90. На восток идёт шоссе 99 до поселения Масаада.
В центре Кирьят-Шмоны действует автовокзал.
В 2 км восточнее города расположен небольшой аэропорт Кирьят-Шмона.
До 2030 года планируется построить железнодорожную ветку, которая свяжет Кирьят-Шмону с Кармиэлем. Стоимость работ оценивается в 18,7 млрд шекелей. Этот участок станет частью скоростной железнодорожной магистрали до Эйлата со скоростью движения 250 км в час.

## Достопримечательности
Среди достопримечательностей города можно назвать музей, посвящённый памяти защитников Тель-Хая. Экспонаты музея рассказывают о жизни еврейских поселенцев того времени. Среди экспонатов можно видеть сельскохозяйственные орудия, применявшиеся первыми поселенцами долины Хула.
Рядом с музеем расположено кладбище, где похоронены защитники Тель-Хая. На нём установлен памятник работы Авраама Мельникова. Памятник представляет собой льва, водружённого на каменный постамент, на котором высечены последние слова Иосифа Трумпельдора — «Счастье умереть за свою родину». В городе насчитывается 12 школ, в которых учатся 4 710 учеников (2004). 43,03 % выпускников получают аттестат зрелости.

### Историко-краеведческий музей Кирьят-Шмона и «Золотой парк»
На улице а-Ярден, при выезде из центра города по направлению к кибуцу Шамир, расположен историко-краеведческий музей города Кирьят-Шмона. Он находится в небольшой мечети, построенной в начале XX века для жителей арабской деревни Хальса. Здание музея — памятник архитектуры.
В музее экспонируется несколько постоянных выставок. На стендах — фотографии арабской деревни, виды старого и нового города, предметы быта еврейских поселенцев. В центре музея небольшой зал для просмотра фильмов об истории и становлении города Кирьят-Шмона.
Рядом с музеем, на территории парка, — дома первых поселенцев. В таких домах из гофрированной жести, общей площадью не более 10 квадратных метров, в 1950-х годах жили многодетные еврейские семьи. Здесь же предметы быта — примитивная мебель, старая швейная машинка, ящик для хранения льда, керосиновые лампы, бидоны для молока, печь, где и сегодня можно испечь лепёшки.
Музей города — это не только место для экскурсий и семейного отдыха, но и учебный центр. Школьники по экспонатам музея изучают историю и природу родного края, знакомятся с традициями. В музее проходят школьные экскурсии и практические занятия, учащиеся старших классов пишут рефераты, отвечают на вопросы анкет, проводят экскурсии для дошкольников и младших школьников.
Музей находится в живописном парке, где протекает Золотой ручей, впадающий в реку Эль-Дахаль. В парке начинаются туристические маршруты для всей семьи. Зелёные лужайки, мостики через ручьи, детские игровые площадки, заросли, напоминающие джунгли, вековые деревья, цветущие газоны, открытый амфитеатр для торжественных городских мероприятий и праздников — всё это делает парк и музей любимым местом отдыха горожан.